# Carl Axel Samsioe
Carl Axel Robert Samsioe, född 25 december 1867 i Hörby församling, Malmöhus län, död 1954, var en svensk tandläkare.
Samsioe som var son till vice häradshövding Axel Fritiof Samsioe och Mariana Ljungberg, var efter studentexamen i Lund 1886 elev hos tandläkare Oscar Öster i Kristianstad 1886–1888 och avlade tandläkarexamen 1889. Han studerade i USA 1898–1899 och blev Doctor of Medical Dentistry vid Harvard University 1899. Han var praktiserande tandläkare i Visby 1889–1892, i Stockholm från 1892 och verkställande direktör i AB Dentosal från 1916. Han tillhörde stadsfullmäktige i Djursholm 1916–1917 och var korresponderande ledamot av Norsk Tannlegeforening från 1916. Han uppfann Rexlegering, en metall till plomber och bryggor, samt tandkrämen Dentosal. Under senare delen av sitt liv ägnade han sig åt skriftställeri i religiösa frågor.